# Stefan Jerzy Zweig

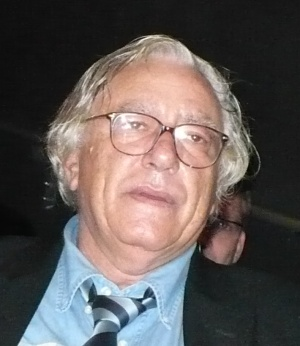
Stefan Jerzy Zweig (2007)

Stefan Jerzy Zweig (geboren 28. Januar 1941 in Krakau; gestorben 6. Februar 2024 in Wien) wurde als „das Buchenwald-Kind“ aus Bruno Apitz’ Roman Nackt unter Wölfen bekannt.

## Leben
Stefan Jerzy Zweig wurde als Sohn eines Rechtsanwalts in Krakau geboren. Er verbrachte seine ersten Lebensjahre mit seinen Eltern, Zacharias Zweig und Helena Zweig, und seiner Schwester Sylwia Zweig im Ghetto Krakau.
Um das Kind zu retten, ließ sein Vater ihn von einer Ärztin betäuben und verbarg ihn in einem Rucksack. So wurde er zusammen mit seinem Vater  Anfang August 1944, im Alter von drei Jahren, in das Konzentrationslager Buchenwald deportiert, wo sie am 5. August 1944 eintrafen. Sein Vater wurde mit dem Vermerk „Polit Pole Jude“ und der Häftlingsnummer 67509 erfasst. Die Familie wurde im August 1944 getrennt. Seine Mutter und seine Schwester wurden im KZ Auschwitz ermordet.
Der kleine Junge wurde vor der SS verborgen, z. B. unter Abfall auf einer Mistkarre. Die Häftlinge Willi Bleicher und Robert Siewert nahmen sich seiner an. Als er wenige Wochen nach seiner Ankunft in das KZ Auschwitz gebracht werden sollte, wurde er zunächst unter typhuskranken Häftlingen versteckt. Später wurde sein Name und der von elf weiteren Kindern von der Liste von 200 Kindern und Jugendlichen gestrichen, die am 26. September 1944 nach Auschwitz gebracht werden sollten. Die zwölf gestrichenen Namen wurden durch zwölf andere ersetzt, darunter als Letzter auf der Liste Willy Blum, ein 16-jähriger Sinto-Junge. Stefan Jerzy Zweig wurde danach ins „Kleine Lager“ geschmuggelt und dort von seinem Vater bis zur Befreiung Buchenwalds im April 1945 versteckt. Die Anwesenheit des Vaters und sein Einsatz für den Sohn werden im Roman Nackt unter Wölfen von Bruno Apitz und in den beiden nach dem Roman gedrehten gleichnamigen Filmen von 1963 bzw. 2015 nicht erwähnt.
Wegen einer Tuberkulose wurde Zweig bis 1949 in Polen, der Schweiz und Frankreich behandelt. Er ging anschließend mit seinem Vater nach Israel. Dieser bekam dort eine Stelle als Sachbearbeiter im Finanzministerium, die er bis zu seiner Pensionierung innehatte. Stefan Jerzy Zweig schloss das Abitur ab und absolvierte seinen Wehrdienst in der israelischen Armee. Daraufhin begann er ein Studium der Mathematik in Tel Aviv, brach dieses aber ab.
Die Veröffentlichung des Romans Nackt unter Wölfen 1958 wurde von beiden nicht wahrgenommen. Erst Frank Beyers Verfilmung 1963 mit Armin Mueller-Stahl in einer Hauptrolle veranlasste Journalisten aus der DDR, nach Zweig zu suchen. Er hatte gerade das Mathematikstudium in Lyon wieder aufgenommen, als die Medien Interesse an ihm fanden. Während eines Aufenthaltes in der DDR traf Zweig auch mit Bruno Apitz zusammen.
Nachdem Zweig sein Studium erneut abgebrochen hatte, bekam er 1964 – auch aufgrund seiner Popularität – einen Ausbildungsplatz zum Kameramann im Filmstudio Babelsberg. Er heiratete eine DDR-Bürgerin und zog 1972 mit ihr und dem gemeinsamen Sohn nach Wien. Dort bekam er eine Stelle als Kameramann beim ORF. Sein Vater starb im selben Jahr.
Anfang der 1950er Jahre wurde in der Gedenkstätte KZ Buchenwald eine Gedenktafel angebracht:

„In diesem Gebäude befanden sich die Effektenkammer, die Häftlingsbekleidungskammer und die Gerätekammer. In der Effektenkammer versorgten Häftlinge den zwischen Säcken versteckten 3-jährigen Stefan Zweig. Unter Einsatz ihres Lebens retteten sie das Kind vor der Vernichtung“

Diese Tafel wurde Anfang des Jahres 2000 von der Leitung der Gedenkstätte durch eine ausführlichere Informationstafel zur Funktion des Gebäudes ersetzt, die, ohne Zweig zu nennen, hervorhebt, dass tausende Jugendliche und Kinder es seinerzeit auf ihrem Weg in das kleine Lager und zu den verschiedenen Rüstungskommandos passierten. Zweig protestierte dagegen mit dem Buch von 2005 Tränen allein genügen nicht. In der Schrift verwahrte er sich auch gegen eine Diffamierung seiner Retter als „Stalinisten“. Später verklagte er den Leiter der Gedenkstätte, Volkhard Knigge, unter anderem darauf, bei Äußerungen über seine Rettung die Verwendung des Begriffes des „Opfertausches“ zu unterlassen, sowie auf Schadensersatz. Nachdem das Landgericht Berlin die Klage insofern in erster Instanz abgewiesen hatte, verpflichtete Knigge sich am 23. Februar 2012 im Berufungsverfahren vor dem Kammergericht im Rahmen eines Vergleichs, den beanstandeten Ausdruck in Interviews nicht mehr zu verwenden.
Zweig, der zeitlebens an den Folgen seiner Inhaftierung gelitten hatte, starb am 6. Februar 2024 im Alter von 83 Jahren in Wien.

## Der Bezug zu „Nackt unter Wölfen“
Bruno Apitz kannte den Jungen Stefan Jerzy Zweig nicht. Der Roman basiert auf eigenen Erlebnissen Apitz’ und auf Hörensagen über den Jungen. Einige Aussagen und Teile des Romans stimmen deshalb nicht mit der Original-Geschichte Zweigs überein. Beispielsweise schreibt Apitz, dass ein kriegsgefangener Pole namens Zacharias Jankowski, der nicht der Vater sei, das Kind in einem Koffer in das Lager geschmuggelt habe und bald darauf wieder auf einen Marsch unbekannten Ziels geschickt wird. Im Roman heißt es auch, dass die Eltern des Kindes im Lager Auschwitz umgekommen seien.
In seinem Roman Anders (Rowohlt Verlag, Reinbek 2003) thematisiert Hans Joachim Schädlich auch Bruno Apitz’ Roman. Dem „Buchenwald-Kind“ Zweig wird attestiert, dass er seinerseits immer noch an der Legende festhalte, die Insassen hätten das Lager selbst befreit. Zugleich deutet Schädlich eine gewisse Tragik in der Lebensgeschichte Zweigs an, wenn er eine seiner – fiktiven – Figuren sagen lässt: „Wahrscheinlich kann Jerzy Zweig seine wahre Geschichte nicht gelten lassen: daß er lebt, weil statt seiner der Zigeunerjunge Willy Blum ins Gas geschickt wurde“. In einem Vergleich vor dem Kammergericht erklärten Schädlich und der Verlag, diese Aussage nicht aufrechtzuerhalten und den Roman in der bisherigen Fassung nur noch bis 30. September 2010 zu vertreiben.
Die Geschichte Stefan Jerzy Zweigs schrieb sein Vater für die Holocaust-Gedenkstätte Yad Vashem in einem Bericht nieder. Er wurde 1987 unter dem Titel Mein Vater, was machst du hier …? Zwischen Buchenwald und Auschwitz veröffentlicht und von seinem Sohn 2005 mit persönlichen Anmerkungen und einem Nachwort von Elfriede Jelinek wieder veröffentlicht.